# Município de Cadiz (condado de Harrison, Ohio)
Localização do Ohio nos E.U.A.
O município de Cadiz (em inglês: Cadiz Township) é um local localizado no condado de Harrison no estado estadounidense de Ohio. No ano 2010 tinha uma população de 3689 habitantes e uma densidade populacional de 40,84 pessoas por km².

## Geografia
O município de Cadiz encontra-se localizado nas coordenadas 40° 16′ 05″ N, 81° 02′ 50″ O. Segundo a Departamento do Censo dos Estados Unidos, o município tem uma superfície total de 90.32 km², da qual 88.92 km² correspondem a terra firme e (1.55%) 1.4 km² é água.

## Demografia
Segundo o censo de 2010, tinha 3689 pessoas residindo no município de Cadiz. A densidade de população era de 40,84 hab./km².